# الفريانة
الفُريانة هي بلدة تقع في دولة مالطة تقع بالقرب من العاصمة فالِتَة، يلبغ عدد سكانها 2205 نسمة بحسب إحصاء عام 2014.